# Osttiroler Heimatblätter
Die Osttiroler Heimatblätter sind eine monatliche Sonderbeilage der Wochenzeitschrift Osttiroler Bote.

## Geschichte
Die Initiative für diese Zeitschrift ging von Kooperator Karl Maister und der Ordensschwester Obererlacher im Jahr 1923 aus. Der Innsbrucker Professor Hermann Wopfner gilt aber als der eigentliche Begründer. Herausgeber bis 1948 war die Osttiroler Bezirksbauernkammer.
Zwischen 1936 und Juli 1946 gab es keine Ausgaben. Nach der Gründung des Osttiroler Boten im Jahr 1946 wurden die Heimatblätter als dessen monatliche Beilage mit dem Untertitel Heimatkundliche Beilage des „Ostiroler Bote“ veröffentlicht.